# Полет 358 на „Ер Франс“
Полет 358 на „Ер Франс“ е редовен международен полет от летище „Париж-Шарл дьо Гол“, Франция, до международното летище Торонто Пиърсън в Онтарио, Канада. Следобед на 2 август 2005 г., докато каца на летище Пиърсън, „Еърбъс А340-313E“, който работи по маршрута, излиза от пистата и се разбива в близката река Етобикок Крийк приблизително 300 м след края на пистата. Всички 309 пътници и екипаж на борда на „Еърбъса“ оцеляват, но 20 души получават сериозни наранявания. Инцидентът подчертава жизненоважната роля на висококвалифицирани стюардеси по време на извънредна ситуация.
Поради лошото време 540 полета, които излитат и пристигат в Пиърсън, са отменени. Много малки и средни самолети, които трябва да пристигнат, са отклонени към други канадски летища в Отава, Хамилтън и Уинипег. Повечето от по-големите самолети са пренасочени към Монреал, Сиракюз и Бъфало. Полетите от Ванкувър са върнати обратно. Катастрофата на полет 358 на „Ер Франс“ е най-голямата криза на Торонто Пиърсън след участието на летището в операция „Жълта лента“.
Жан Лапиер, канадският министър на транспорта, нарича полет 358 „чудо“, тъй като всички на борда оцеляват въпреки пълното унищожаване на самолета. Други източници в пресата описват инцидента като „Чудото в Торонто“, „Торонто Чудо“, „Бягството от чудото“ и „Чудото на писта 24L“.
Произшествието е разследвано от Борда по транспортна безопасност на Канада с окончателен доклад, издаден на 13 декември 2007 г. Неблагоприятните метеорологични условия и лошите решения за кацане, взети от екипажа на полета, се оказват основните фактори, които довеждат до катастрофата. Видимостта е лоша, определената писта за излитане и кацане е къса (най-късата на летището), самолетът докосва пистата почти по средата ѝ и реверсорите на тягата не са на пълна мощност до 17 секунди след докосването.